# KBS KOREA
KBS KOREA (korejsky KBS 코리아) je mezinárodní online kanál, provozovaný společností KBS. Zaměřuje se na Korejce po celém světě. Kanál vysílá vybrané pořady, které se vysílají na stanicích KBS1 a KBS2. Na kanále se nevysílají komerční reklamy.

## Název a logo
| logo | název        | spuštěno         | ukončení vysílání |
| ---- | ------------ | ---------------- | ----------------- |
|      | KBS World 24 | 5. března 2019   | 30. června 2021   |
|      | KBS KOREA    | 1. července 2021 | dosud             |

## Vysílané pořady
- A Walk Around the Neighborhood
- Open Concert
- Battle Trip
- Smíšci
- Woorimal Battle
- Gayo Stage
- Bravo, My Life
- KBS News 9
- KBS News 7
- AM Plaza
- 6 O'clock My Hometown

### Sesterské kanály
- KBS1
- KBS2
- KBS NEWS 24
- KBS World TV

### Kanály se stejným zaměřením
- Arirang TV